# Jaime Elías Casas
Jaime Elias Casas (Barcellona, 6 novembre 1919 – Barcellona, 18 settembre 1977) è stato un calciatore spagnolo, di ruolo Difensore.

## Palmarès

### Competizioni nazionali
- Campionato spagnolo: 3

Barcellona: 1944-1945, 1947-1948, 1948-1949
- Coppa di Spagna: 1

Espanyol: 1940
- Coppa Eva Duarte: 1

Barcellona: 1947-1948

### Competizioni internazionali
- Coppa Latina: 1

Barcellona: 1949